# 上海市高桥中学
上海市高桥中学，是上海市浦东新区的一所市级实验性示范性高中。

## 简介
高桥中学创始于清朝宣统三年，坐落于浦东新区的高桥，由杜月笙创办。学校与外高桥保税区毗邻。抗战胜利后，于1946年3月10日改制成完全中学，更名为“上海市市立高桥中学”，并位列上海市十八所市立中学之一。1960年学校被列为上海市重点中学，2004年被降级。2024年3月，经公示，上海市教育委员会将高桥中学命名为“上海市实验性示范性高中”。
1958年，高桥中学开展勤工俭学，建立校办工厂，曾制作电子钢琴，于1982年被评为全国勤工俭学先进单位。
校园内现有一1984年新建的六角飞檐亭，亭内有“永乐御碑”，系明永乐十年永乐帝亲笔撰文，民国年间由高桥乡乡董钟玉良移入此地，现为“浦东新区文物保护单位”。